# Амир, Игаль
Игаль Амир (ивр. יגאל עמיר‎; род. 23 мая 1970 года, Герцлия) — израильский ультраправый активист, обвинённый в убийстве премьер-министра Израиля Ицхака Рабина, смертельно раненного 4 ноября 1995 года на митинге в Тель-Авиве. Приговорён к пожизненному заключению и ещё 14 годам лишения свободы. Содержался в тюрьме Аялон, с октября 2008 года содержится в тюрьме Мицпе-Рамон. Амир мотивировал свои действия тем, что «защищал народ Израиля от реализации соглашений Осло». Находясь в тюрьме, написал комментарий к недельным главам Торы.

## Биография
Игаль Амир родился в еврейской семье в израильском городе Герцлия, в семье было восемь детей. Его родители репатриировались из Йемена. Игаль учился в религиозной школе и ешиве.
Службу в пехотных войсках Армии Обороны Израиля — в бригаде «Голани» совмещал с учёбой в ешиве (в рамках особой программы хесдер).
После службы в армии был направлен по линии «Натив» (Бюро по связям с евреями СССР) изучать иудаизм в Риге. После возвращения в Израиль учился на юридическом факультете Бар-Иланского Университета. Участвовал в организации демонстраций против соглашений в Осло.

## Убийство Ицхака Рабина
Согласно официальной версии, 4 ноября 1995 года, когда после выступления на многотысячном митинге в поддержку мирного процесса на площади Царей Израиля (сейчас площадь Рабина) в Тель-Авиве Ицхак Рабин подходил к своей машине, Игаль Амир выстрелил в него трижды. Через 40 минут Рабин скончался от ран в больнице «Ихилов».
Брат Игаля, Хагай Амир, был обвинён в соучастии в убийстве Рабина и планировании террористических действий в отношении палестинцев. Он был приговорён к 16-летнему сроку заключения и вышел на свободу 4 мая 2012 года, отсидев 16,5 лет. После выхода из тюрьмы заявил, что не раскаивается и гордится тем, что сделал.

## Семья
- Отец — Шломо Амир, «софер-стам» — то есть мастер по написанию свитков Торы, тфилин и мезузот.
- Мать — Геула Амир, воспитательница и заведующая детским садом.
- Жена (с августа 2004 года) — Лариса Амир (Трембовлер)[7], репатриантка из СССР, историк. Имеет четверых детей от предыдущего брака[8]. Одна из дочерей Ларисы, Авиталь, в 2010 году вышла замуж за Амитая Амира — младшего брата Игаля Амира[9].
- Сын — Йинон Элия Шалом, родился 28 октября 2007 года. Церемония обрезания была проведена в тюрьме, в присутствии Игаля, 4 ноября 2007 года, в традиционный 8-й день после рождения, который случайно совпал с 12-й годовщиной убийства Рабина.

Истории любви Игаля Амира и Ларисы Трембовлер посвящён полнометражный документальный фильм «На пороге страха», созданный латвийским и израильским режиссёром Герцем Франком в соавторстве с Марией Кравченко. Фильм снимался на протяжении десяти лет, его премьера состоялась в 2014 году.
В 2019 году вышел фильм Подстрекательство, рассказывающий о событиях жизни Игаля Амира за  год перед убийством им Ицхака Рабина.